# Borin
Borin es un personaje ficticio del mundo de fantasía del escritor J.R.R. Tolkien la Tierra Media. Es un enano perteneciente a la casa de los barbiluengos, hijo menor del rey Náin II y por lo tanto de ascendencia directa con el propio Durin I. Es padre de Farin y por lo tanto pariente directo de enanos como Óin, Glóin, Balin, Dwalin y Gimli.

## Historia
Borin nació en el año 2450 T. E. y murió en el 2711 T. E. durante el reinado de Thrór, siendo un enano considerablemente longevo. Nació en las Montañas Grises, donde vivió hasta que en el 2589 T. E. los enanos fueron expulsados por un dragón de frío procedente de Forodwaith. Durante la batalla contra el dragón el rey Dáin I y su segundo hijo Frór murieron en combate, y los supervivientes se dividieron en dos grupos; uno siguió al hijo mayor del rey, Thrór, estableciéndose en el Reino de Erebor, Borin siguió al rey junto con su hijo Farin; la gran mayoría siguió al hijo menor del rey Dáin I, Grór, estableciéndose en las Colinas de Hierro.